# Fears
Fears – album polskiej grupy muzycznej Atrophia Red Sun. Wydawnictwo ukazało się w 1997 roku nakładem Morbid Noizz Productions.

## Lista utworów
1. "Claptrap" - 04:55
2. "Goddess Of Fortune" - 06:48
3. "Tell Me" - 06:17
4. "This World" - 03:52
5. "Gulf Song" - 02:48
6. "Fear" - 05:38
7. "Master Queen" - 05:15
8. "That Which Is Coming" - 05:07

## Twórcy
- Michał Nasiadka - gitara basowa
- Paweł Węgrzyn - perkusja
- Piotr Stepkowski - gitara
- Marcin Bochajewski - gitara
- Piotr Kopeć - instrumenty klawiszowe
- Adrian Kowanek - śpiew